# Cyclidalis chrysealis
Cyclidalis chrysealis är en fjärilsart som beskrevs av George Francis Hampson 1906. Cyclidalis chrysealis ingår i släktet Cyclidalis och familjen mott. Inga underarter finns listade i Catalogue of Life.